# Dave Bailey (Musiker)
Samuel David „Dave“ Bailey (* 22. Februar 1926 in Portsmouth, Virginia; † 28. Dezember 2023) war ein US-amerikanischer Jazzschlagzeuger.

## Leben und Wirken
Dave Bailey wuchs in Philadelphia auf und wurde während des Zweiten Weltkriegs zur Luftwaffe eingezogen, bei der er fliegen lernte. 1947 zog er nach New York City, wo er am Music Center  Conservatory studierte. Er spielte mit Herbie Jones 1951–53, danach u. a. mit Johnny Hodges, Lou Donaldson, Charles Mingus und Horace Silver. In den Jahren 1955 bis 1960 arbeitete er vorzugsweise mit Gerry Mulligan und kam mit dessen Combos insgesamt viermal nach Europa. 1957 und 1958 war er auf dem Newport Jazz Festival, und taucht auch im dort gedrehten Dokumentarfilm Jazz on a Summer’s Day auf. Bailey spielte außerdem mit Ben Webster 1958, Curtis Fuller 1959, mit Billy Taylor und war Ende 1959 Gründungsmitglied des Art Farmer/Benny Golson Jazztet, schied aber vor der ersten Aufnahmesession aus und wurde durch Lex Humphries ersetzt. Um 1960 gehörte er der Gerry Mulligan Concert Jazz Band an und initiierte mit Fred Norsworthy und Duke Pearson das kurzlebige Label Jazztime Records, auf dem seine LPs Reaching Out und Bash mit Kenny Dorham, Curtis Fuller und Tommy Flanagan erschienen. 
Des Weiteren spielte Bailey mit Bob Brookmeyer, Kenny Dorham, Lee Konitz, Cal Tjader und Roger Kellaway Platten ein. Er ging zudem mit Jazz at the Philharmonic auf Tour und hörte 1969 auf, als Musiker zu arbeiten. Danach wirkte er zunächst als Fluglehrer und Pilot, bevor er zwischen 1973 und 2003 Jazzmobile leitete.

## Auswahldiskographie
- Billy Taylor: With Four Flutes (OJC, 1953–54)
- Gerry Mulligan: At Storyville (Pacific Jazz, 1956)
- Gerry Mulligan: Reunion with Chet Baker (Pacific Jazz, 1957)
- Gerry Mulligan: Songbook (Blue Note Records, 1957)
- Ben Webster: The Soul of Ben Webster (Verve Records 1957–58)
- Art Farmer: Modern Art (Blue Note, 1958)
- Dave Bailey Quintet: 2 Feet in the Gutter (Epic Records 1961, mit Bill Hardman, Frank Haynes, Billy Gardner, Ben Tucker)
- Roger Kellaway: A Portrait of Roger Kellaway (Fresh Sound Records, 1963)
- Cal Tjader: Jazz Samba Encore (Verve, 1963)
- Gerry Mulligan: Night Lights (Mercury Records, 1963)